# Frozen (film)
Frozen är en amerikansk skräckfilm från 2010 regisserad av Adam Green, med bland andra Shawn Ashmore, Kevin Zegers och Emma Bell i rollerna.

## Handling
Barndomsvännerna Dan och Joe, och Dans flickvän Parker, tillbringar en dag på en skidort i New England. När de sent på kvällen beslutar sig för att ta ett sista åk, stannar plötsligt sittliften på vägen upp. När liftens lampor släcks grips de av panik och börjar frukta döden i kylan, men det är inte bara kylan som de kommer att få frukta...

## Om filmen
Frozen filmades i Snowbasin vid Ogden, Utah. Den blev nominerad till en Saturn Award för bästa skräckfilm 2010.